# Le Trait
Le Trait é uma comuna francesa na região administrativa da Normandia, no departamento de Sena Marítimo. Estende-se por uma área de 17,52 km². Em 2010 a comuna tinha 4 946 habitantes (densidade: 282,3 hab./km²).